# Барбакан
Вижте пояснителната страница за други значения на Барбакан.
Барбакан (от средновековен латински: barbecana, „външна защита на замък“) е укрепен преден пост, порта или друга външна защита на град или замък или кула, над порта или мост, използвана като защитно съоръжение.
Обикновено барбаканите са разположени извън основната защитна линия и са свързани с градските стени чрез път, обграден със стени, наречен „вратът“. През XV век, с развитието на обсадните тактики и артилерията, барбаканите губят значението си. Въпреки това защитни барбакани се строят дори през следащия XVI век.
През XVII век подобни сгради са важен елемент в амбициозните английски и френски домове.